# Gustave-Charles-Prosper Reille
Pour les autres membres de la famille, voir Famille Reille.
Gustave-Charles-Prosper Reille, 3e comte Reille et de l’Empire (1er décembre 1818 à Paris - 22 mars 1895 à Paris), est un officier de marine et homme politique français.

## Biographie
Fils du maréchal Reille et petit-fils du maréchal Masséna, il entra à l'École polytechnique en 1836, et en sortit en 1838 dans la marine. Enseigne en 1840, lieutenant de vaisseau en 1845, capitaine de frégate en 1853, il donna sa démission, cette dernière année, pour entrer dans la politique.
Il fut successivement élu député au Corps législatif, comme candidat du gouvernement, dans la première circonscription d'Eure-et-Loir, le 30 janvier 1853, en remplacement du marquis d'Argent de Deux-Fontaines, décédé, par 23 272 voix sur 24 256 votants ; le 22 juin 1857, par 18 046 voix. contre 6 963 à Barthélemy, ancien représentant républicain; le 4 juin 1863, par 21 230 voix contre 6,780 à Eugène Labiche ; et le 24 mai 1869, par 20 441 voix contre 12 690 à Labiche et 3 265 à Gatineau.
Membre du conseil général d'Eure-et-Loir pour le canton de Bonneval, du conseil de l'ordre national de la Légion d'honneur, Reille vota constamment avec la majorité, notamment pour la guerre contre la Prusse, et rentra dans la vie privée à la chute de l'Empire.
Il fut vice-président de la Compagnie des chemins de fer de l'Est.
Il épousa sa cousine Anna Masséna, fille de François Victor Masséna. Ils sont les parents de :
- Honoré Charles Gustave Reille (1849-1894), chef d'escadron, marié à Simone de Dreux-Brézé ;
- Victor Reille (1851-1917), capitaine d'artillerie, président des Manufactures de Saint-Gobain, marié à Marie Geneviève Millon de La Verteville.

## Distinctions
- Commandeur de la Légion d'honneur (4 aout 1867)[1]

## Sources
- « Gustave-Charles-Prosper Reille », dans Adolphe Robert et Gaston Cougny, Dictionnaire des parlementaires français, Edgar Bourloton, 1889-1891 [détail de l’édition]